# Operación Recetas
La Operación Recetas, también llamada bombardeo de recetas o lluvia de recetas es un fenómeno de las redes sociales de Internet que ocurre cuando cibernautas de nacionalidad chilena o residentes en Chile, comentan de forma masiva y coordinada en la cuentas de usuario de una persona o institución extranjera, mediante un copiar-pegar de recetas culinarias de la gastronomía chilena. Es considerado un tipo de funa o protesta masiva virtual, entendida como una respuesta defensiva a dichos o acciones que son consideradas como ofensivas, atacantes, denigrantes o abusivas hacia el pueblo chileno o hacia la República de Chile.   

## Historia
Los inicios de este fenómeno se remontan al Festival Internacional de la Canción de Viña del Mar en su LXI versión de 2020, cuando durante la presentación de la banda estadounidense Maroon 5, su vocalista, Adam Levine, manifestara su descontento contra el certamen musical, al percatarse que estaba siendo televisado en vivo, e incluso ofendiera a la ciudad de Viña del Mar. Como acto seguido, usuarios chilenos en distintas redes sociales, particularmente en Instagram, pero también en Facebook, Twitter (hoy X) y YouTube, se unieron virtualmente para llenar las cuentas oficiales de Levine con recetas de la cocina tradicional de Chile, siendo además apodado como El Mañas, como adjetivo de mañoso. El músico bloqueó los comentarios y los mensajes directos a su cuenta de Instagram hasta 2023.

## Casos notables

### 2024
- Febrero: el Museo Británico de Londres recibió una lluvia de recetas como comentarios en sus redes sociales, luego de que se reactivara una polémica sobre la presencia de un moai de la Isla de Pascua dentro de su colección para exhibir.[6]
- Marzo: la cadena de radiodifusión pública británica, BBC, recibió un bombardeo de recetas chilenas luego de que un supuesto comunicado oficial de la familia real británica, la Casa de Windsor, sobre el estado de salud de Catalina de Gales, no fuera publicado el lunes 18 de ese mes.[7] A comienzos del mismo mes, el streamer y youtuber español, AuronPlay, se enteró de esta situación y en una transmisión de su canal de YouTube, pidió a los chilenos que lo llenaran de recetas porque le parecía "gracioso y divertido".[8] Luego de que el futbolista francés, Antoine Griezmann, fuera filmado en un partido insultando a su par chileno, Alexis Sánchez, su cuenta personal de Instagram se llenó de comentarios de recetas chilenas.[9]
- Mayo: El actor chileno-estadounidense, Pedro Pascal, recibió una ola de recetas chilenas luego de que saliera a la luz pública que su equipo de asesores legales se puso en contacto con un emprendedor chileno, quien registró ante el Instituto Nacional de Propiedad Industrial (INAPI), el nombre Pedro Piscal como una marca de pisco chileno.[10]

### 2025
- Marzo: Las cuentas oficiales de la Casa de Su Majestad el Rey se llenaron de comentarios de recetas chilenas, luego de que se reportara por la prensa, que la familia real denunció a la Zona Franca de Punta Arenas por la divulgación de imágenes de la princesa de Asturias, Leonor de Borbón, mientras se encontraba de paseo y compras durante su tiempo libre, cuando se encontraba de visita en su paso por la ciudad chilena en el buque escuela Juan Sebastián Elcano, de la Armada española.[11]

## Crítica
Mientras que para algunos es considerado como un tipo de troleo típico de comunidades en línea, con todas las consecuencias de la intencionalidad de estas acciones, algunos cibernautas señalan que si bien, publicar recetas de forma masiva es molesto, resulta inofensivo al no ser insultos, amenazas o ataques personales hacia los blancos de estos comentarios, prácticas comunes del ciberacoso.